# Prauliai

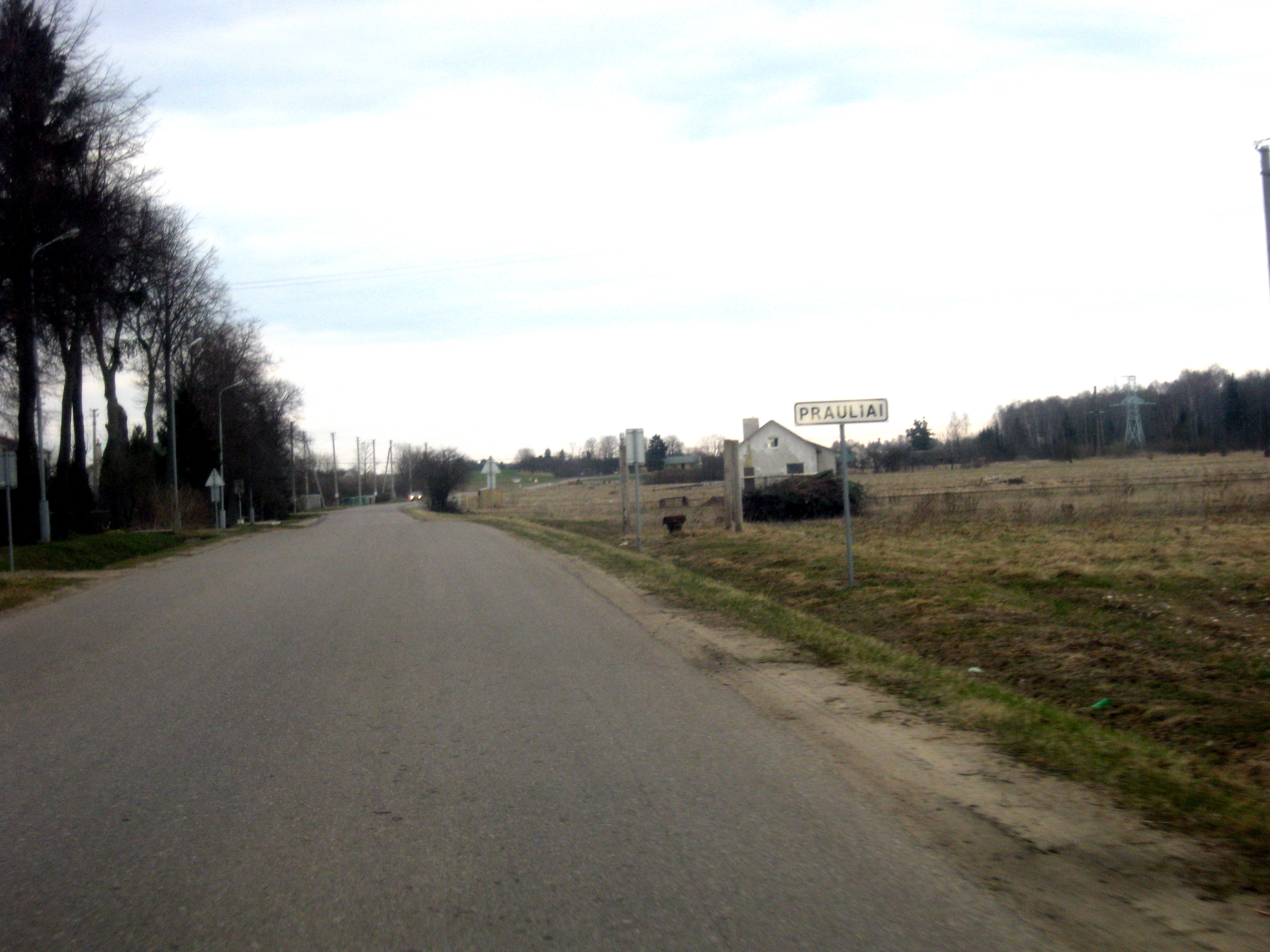

Prauliai ist ein Dorf mit 216 Einwohnern (Stand 2011) in Litauen, im Amtsbezirk Šilai, in der Rajongemeinde Jonava (Bezirk Kaunas), einige Kilometer von der Mittelstadt Jonava, 2 km südwestlich von Šilai. Es ist das Zentrum des Unteramtsbezirks Prauliai (Praulių seniūnaitija). Es gibt ein Agrarunternehmen ŽŪB "Prauliai", einen Skulpturenpark, eine alte Eisenbahnstraße nach Rizgonys.

## Personen
- Antanas Samuolis (1899–1942), Maler
- Stasė Samulevičienė (1906–1988), Künstlerin
- Raimundas Samulevičius (1937–1981), Schriftsteller und Dramatiker